# Joan Baptista Roca i Bisbal
Joan Baptista Roca i Bisbal (Barcelona, segle XIX) fou un pedagog musical.
Músic molt laboriós que vivia a la primera meitat del segle xix. Fou professor de música a Barcelona. El 1837 publicà una Gramática musical dividida en 14 lecciones que incloïa una de les primeres síntesis d'història de la música feta amb un criteri modern.